# Placówka Straży Granicznej I linii „Niedźwiadna”
Placówka Straży Granicznej I linii „Niedźwiadna” – jednostka organizacyjna Straży Granicznej pełniąca służbę ochronną na granicy polsko-niemieckiej w okresie międzywojennym.

## Geneza
Na wniosek Ministerstwa Skarbu, uchwałą z 10 marca 1920 roku, powołano do życia Straż Celną. Od połowy 1921 roku jednostki Straży Celnej rozpoczęły przejmowanie odcinków granicy od pododdziałów Batalionów Celnych. Proces tworzenia Straży Celnej trwał do końca 1922 roku. Placówki Straży Celnej „Niedźwiadna” i „Czarnowo” weszły w podporządkowanie komisariatu Straży Celnej „Chojnowo” z Inspektoratu SC „Grajewo”.

## Formowanie i zmiany organizacyjne
1 czerwca 1921 roku w Niedźwiadnej stacjonowała placówka 2 kompanii celnej 2 batalionu celnego.
Rozporządzeniem Prezydenta Rzeczypospolitej Polskiej Ignacego Mościckiego z 22 marca 1928 roku, do ochrony północnej, zachodniej i południowej granicy państwa, a w szczególności do ich ochrony celnej, powoływano z dniem 2 kwietnia 1928 roku  Straż Graniczną.
Rozkazem nr 1 z 12 marca 1928 roku w sprawach organizacji Mazowieckiego Inspektoratu Okręgowego Naczelny Inspektor Straży Celnej gen. bryg. Stefan Pasławski określił strukturę organizacyjną komisariatu SG „Szczuczyn”. Placówka Straży Granicznej I linii „Czarnowo” znalazła się w jego strukturze.
Rozkazem nr 4 z 17 grudnia 1934 roku  w sprawach [...] zarządzeń organizacyjnych i zmian budżetowych, komendant Straży Granicznej płk Jan Jur-Gorzechowski przeniósł placówkę I linii „Czarnowo”  do Niedźwiadnej.

## Służba graniczna
W 1928 roku placówka „Czarnowo” ochraniała odcinek granicy państwowej długości około 6,5 kilometra. 
Jej prawa granica rozpoczynała się od styku grobli na łąkach majątku Czarnówek z granicą między słupami granicznymi nr 144 i 155, do m. Chojnowo i dalej m. Jambrzyki
Lewa granica do słupa granicznego nr 139, dalej prawy skraj lasu Milewskiego, m. Chełchy, m. Andrychy i dalej m. Marki.
Po reorganizacji placówka ochraniała odcinek granicy państwowej długości około 6,5 kilometra.
Sąsiednie placówki
- placówka Straży Granicznej I linii „Rakowo” ⇔ placówka Straży Granicznej I linii „Milewo” − 1928

## Kierownicy/dowódcy placówki
| stopień          | imię i nazwisko          | okres pełnienia służby   | kolejne stanowisko        |
| ---------------- | ------------------------ | ------------------------ | ------------------------- |
| przodownik       | Włodzimierz Niebudkowski | IX 1928 –                |                           |
| przodownik       | Feliks Precz             | 24 VII 1935 – był X 1936 |                           |
| starszy strażnik | Kazimierz Kramarz        | po 1937 – 21 VIII 1939   | dowódca placówki „Milewo” |
| starszy strażnik | Aleksander Dąbrowski     | 21 VIII 1939 –           |                           |